# Blepephaeus multinotatus
Blepephaeus multinotatus är en skalbaggsart som först beskrevs av Maurice Pic 1925.  Blepephaeus multinotatus ingår i släktet Blepephaeus och familjen långhorningar.
Artens utbredningsområde är Laos. Inga underarter finns listade.